# Eduard Fritsch
Eduard Wilhelm Caspar Fritsch (* 13. April 1853 in Rodheim vor der Höhe im Wetteraukreis; † 20. September 1932 in Hanau) war ein deutscher evangelischer Theologe und Superintendent.

## Leben
Eduard Fritsch wurde als Sohn des Pfarrers Karl Ludwig Wilhelm Fritsch (1824–1890) und dessen Ehefrau Bertha Leipold (1829–1897) geboren und absolvierte nach dem Abitur am Gymnasium Frankfurt/Main im Jahre 1871 ein Studium der Theologie an den Universitäten in Gießen und Tübingen. Er gehörte dem Wingolfsbund an und legte 1874 in Gießen seine erste theologische Prüfung ab. Nach einem zweijährigen Studium am Predigerseminar Friedberg und einer Tätigkeit als Pfarrassistent in Landgendiebach folgte 1876 in Kassel die zweite theologische Prüfung. In Hanau wurde er am 28. Juni 1876 ordiniert und trat anschließend die Stelle als Pfarrer in Rückingen an, wo er bis 1887 blieb und dann als erster Pfarrer zur Marienkirche Gelnhausen wechselte.
Von 1905 bis 1924 war er erster Pfarrer und Superintendent an der Hanauer Marienkirche.
Fritsch trat zum 1. April 1924 in den Ruhestand. Er war verheiratet mit Karoline Elisabeth Barthmann (1856–1894), mit der er eine Tochter und den Sohn Eduard (* 3. September 1887, Pastor) hatte.

### Öffentliche Ämter
- 1902 bis 1905 Mitglied und geschäftsführender Sekretär des Zentralausschusses für Innere Mission

### Ehrungen
- September 1923 Ehrendoktorwürde der Universität Marburg